# Roeslan Nigmatoellin
Roeslan Karimovitsj Nigmatoellin (Russisch: Нигматуллин, Руслан Каримович, Oekraïens: Нігматуллін Руслан Карімович) (Kazan, 7 oktober 1974) is een Russisch voormalig betaald voetbaldoelman. Tegenwoordig is hij diskjockey.

## Clubcarrière
Nigmatoellin werd drie maal kampioen van de Russische Premjer-Liga, waarvan de eerste twee kampioenschappen deels als vaste waarde met Spartak Moskou (1996, 1997) en de laatste als reservedoelman met Lokomotiv Moskou (2004). Voorts was hij doelwachter in Italië, voor Hellas Verona en op uitleenbasis door die club bij Salernitana. In 2006 ging hij voor het eerst met pensioen, maar twee jaar later besloot hij terug te keren als doelman bij SKA Rostov aan de Don.
In 2009 beëindigde Nigmatoellin zijn loopbaan bij het Israëlische Maccabi Ahi Nazareth.

## Interlandcarrière
Nigmatoellin heeft 22 wedstrijden onder de lat gestaan bij het Russisch voetbalelftal van 2000 tot 2002. In de zomer van 2002 was Nigmatoellin de eerste doelman van Rusland op het WK 2002 te Japan en Zuid-Korea. Rusland geraakte niet verder dan de groepsfase. Hij speelde zo ook tegen België, er werd met 3–2 verloren.

## Erelijst
| Competitie             |                |                |                |                |
| Competitie             | Aantal         | Jaren          |                |                |
| Spartak Moskou         | Spartak Moskou | Spartak Moskou | Spartak Moskou | Spartak Moskou |
| ---------------------- | -------------- | -------------- | -------------- | -------------- |
| Premjer-Liga           | 1x             | 1996, 1997     |                |                |
| Lokomotiv Moskou       |                |                |                |                |
| Premjer-Liga           | 1x             | 2004           |                |                |
| Russische voetbalbeker | 1x             | 2000, 2001     |                |                |

1 Nigmatoellin ·
2 Kovtoen ·
3 Nikiforov ·
4 Smertin ·
5 Solomatin ·
6 Semsjov ·
7 Onopko  ·
8 Karpin ·
9 Titov ·
10 Mostovoj ·
11 Bjestsjastnik ·
12 Tsjertsjesov ·
13 Dajev ·
14 Tsjoegajnov ·
15 Alenitsjev ·
16 Kerzjakov ·
17 Semak ·
18 Sennikov ·
19 Pimenov ·
20 Izmailov ·
21 Chochlov ·
22 Sytsjov ·
23 Filimonov ·
Coach: Romantsev